# والتر كيج
والتر كيج هو رياضياتي كندي، ولد في 5 مارس 1905 في فانكوفر في كندا، وتوفي بنفس المكان في 3 أكتوبر 1978.